# Estación Caipe
Caipe es una estación ferroviaria ubicada en el departamento de Los Andes, provincia de Salta, Argentina.
Se ubica en el salar de Arizaro en la región de la Puna salteña.

## Servicios
Se encuentra actualmente sin operaciones de pasajeros. Tuvo su época de apogeo cuando servía a la Mina La Casualidad.
Sus vías corresponden al Ramal C14 del Ferrocarril General Belgrano por donde transitan formaciones de carga de la empresa estatal Trenes Argentinos Cargas.